# Квак Де Сон
Квак Де Сон (кор. 곽대성; 13 лютого 1973) — південнокорейський дзюдоїст легкої вагової категорії, виступав за збірну Південної Кореї в середині 1990-х років. Срібний призер літніх Олімпійських ігор в Атланті, володар срібної медалі чемпіонату світу, дворазовий чемпіон Азії, чемпіон Східноазійських ігор у Пусані, переможець багатьох турнірів національного та міжнародного рівня.

## Біографія
Квак Де Сон народився 13 лютого 1973 року.
Першого серйозного успіху на дорослому міжнародному рівні досягнув у 1994 році, коли потрапив до основного складу корейської національної збірної і побував на студентському чемпіонаті світу в Мюнстері, звідки привіз золоту нагороду, яку він виграв у легкій ваговій категорії. Рік по тому виступив на чемпіонаті Азії в Нью-Делі, де став срібним призером, програвши у фіналі японцеві Накамурі Кендзо. У тому ж сезоні боровся на чемпіонаті світу в Чібі, де теж дійшов до фіналу і зазнав поразки від іншого представника Японії Хідесіми Дайсуке.
Завдяки низці вдалих виступів Квак удостоївся права захищати честь країни на літніх Олімпійських іграх 1996 року в Атланті, де на шляху до фіналу взяв гору над всіма чотирма суперниками, проте у вирішальному поєдинку знову зустрівся з Накамурою Кендзо і знову програв йому, здобувши таким чином срібну олімпійську медаль. У тому ж сезоні виступив на азійській першості в Хошиміні, де здобув перемогу над усіма опонентами в легкій вазі, у тому числі над казахом Ахатом Ашировим у фіналі, і завоював азійський чемпіонський титул.
Після Олімпіади в США Квак Десун ще протягом деякого часу залишався в основному складі дзюдоїстської команди Південної Кореї й продовжував брати участь у найбільших міжнародних турнірах. Так, у 1997 році він додав до послужного списку золоті медалі, які виграв у легкій ваговій категорії на чемпіонаті Азії в Манілі і на домашніх Східноазійських іграх у Пусані, де у фіналі взяв реванш у свого давнього суперника японця Накамури Кендзо. Востаннє показав значущий результат у 1999 році, коли виграв срібну медаль на міжнародному турнірі в Сеулі. Невдовзі після закінчення цих змагань вирішив завершити кар'єру професійного спортсмена, поступившись місце в збірній молодим корейським дзюдоїстам.